# 蠍子戰士
《蠍子戰士》，別名《蠍子王》或《漫畫神拳》，一套1992年香港喜劇動作片，黎大煒導演，元德、劉家良和元奎任動作指導，錢嘉樂、羅美薇與陳治良等人主演。

## 劇情描述
在香港就學的費玉書（錢嘉樂飾）對於學習的興趣一直相當缺乏，而且相當迷戀漫畫與武學的世界。玉書因一次欲救出丫環小茹（羅美薇飾），而得罪華老爺，玉書與其父二人後偶遇鍛鍊健身的教練香波（陳治良飾）相救，故而崇尚西洋的肌力訓練，以此認為是相當優秀的功夫。玉書後來則被賣河粉老闆阿一（劉家良飾），外號斷龍點破他的西洋訓練方式之不足以及中國功夫的靈巧優秀，玉書轉而勤奮學習老闆教的中國功夫──洗鍋功。之後玉書也自創鱔魚功，以此法來破解蠍子功特性。

## 演員
- 錢嘉樂 飾 費玉書
- 劉家良 飾 斷龍(阿一師傅)
- 羅美薇 飾 小茹
- 元振 飾 桑尼(蠍子王)
- 元德
- 周元武
- 劉玉婷 飾 小蘭
- 劉錫賢 飾 肥仔興
- 王憾塵
- 胡楓 飾 費柴
- 蔡忠健
- 韓坤 飾 華老爺
- 黎永強
- 冼灝英
- 袁信義 飾 華探長
- 袁祥仁
- 西瓜刨
- 馮元幟
- 盧大偉 飾 陳校長
- 陳治良 飾 香波

## 主題曲
戰夢 作曲:林敏怡 作词:潘源良 主唱:吳國敬

## 工作團隊
- 出品人：何冠昌
- 策劃、美術指導：陳子慧
- 武術顧問：劉家良、元奎
- 武術指導：元德
- 美術指導：何劍文
- 後期製作：王耀祖
- 副導演：余偉國、劉國偉、錢文琦
- 助理製片：邵雲佳、呂麗莎、張少堅、李龍慰
- 助理攝影：廖偉文
- 燈光：梁貴新
- 美術助理：曾敬賢
- 服裝設計：顧嘉玲、張西美、梁小棠
- 佈景：畢耀光
- 道具：胡財
- 化妝：文潤玲
- 髮飾：李蓮娣
- 劇務：冼寶明
- 場記：錢文錡
- 事務：郭善道

## 外部連結
- 開眼電影網上《蠍子戰士》的資料（繁體中文）
- 香港影庫上《蠍子戰士》的資料（繁體中文）
- 时光网上《蠍子戰士》的資料（简体中文）
- 豆瓣电影上《蠍子戰士》的資料 （简体中文）
- 爛番茄上《蠍子戰士》的資料（英文）
- AllMovie上《蠍子戰士》的资料（英文）
- 互联网电影数据库（IMDb）上《蠍子戰士》的资料（英文）